# ماثيو ميرسر
ماثيو ميرسر (Matthew Mercer) (اسمه الكامل ماثيو كريستوفر ميلر (Matthew Christopher Miller)) هو ممثل أمريكي ولد في 29 يونيو 1982 في بالم بيتش غاردنز، فلوريدا.

## أدواره في الأنمي

### مسلسلات انمي تلفزيونية
- فيت/زيرو - كيريتسوغو إميا
- فيت/ستاي نايت Unlimited Blade Works - كيريتسوغو إميا
- حفيد نوراريهيون: عاصمة العفاريت - ريهان نورا, إيباراكي دوجي
- ماغي: The Labyrinth of Magic - سندباد
- ماغي: The Kingdom of Magic - سندباد
- ماغي: مغامرات سندباد - سندباد
- كيه - كورو ياتوغامي
- كيكايشي - تومونوري إيتشيغايا
- بيرسونا 4 ذي أنيميشن - كانجي تاتسومي (الصوت الثاني), تارو ناماتامي
- بليتش - ميشيل, شوكورو تسوكيشيما
- ناروتو شيبودن - غيوكي, كايزا, ياماتو (الصوت الثاني)
- روك لي وأصدقائه النينجا - مايت غاي
- هجوم العمالقة - ليفاي
- كيل لا كيل - آيكورو ميكيسوغي
- إندماج الديجيمون - ريبمون/بيلزيمون
- غارغانتيا في الكوكب الأخضر - تشيمبر
- سورد آرت أونلاين - غريملوك, ليند
- سورد آرت أونلاين II - سيجيرو كيكوؤكا
- فرسان التنكاي - زيفيروس
- الآلي السليم دايميدالر - كويتشي مادانباشي
- ألدنوا زيرو - كويتشيرو ماريتو
- ون بيس - ترافالغار لو
- هنتر x هنتر (2011) - ليوريو
- مغامرة جوجو الغريبة: ستارداست كروسيدرز - جوتارو كوجو
- دراغون بول سوبر - هيت

### أنمي الإنترنت
- سوشي نينجا - تاماغو

### أوفا انمي
- البدلة المتنقلة جاندام يونيكورن - نايجل غاريت
- ملفات المنتقمون السرية: الأرملة السوداء والمعاقب - توني ستارك/الرجل الحديدي، عين الصقر

### أفلام أنمي
- فيلم خيميائي الفولاذ: نجم ميلوس المقدس - ميلفين فوياجر
- فيلم ناروتو شيبودن: إرادة النار - سان
- ون بيس فيلم Z - بينز

## أدواره في الرسوم المتحركة
- باغز: إنتاج لوني تونز - بيغفوت

## أدواره في ألعاب الفيديو
- تيلز أوف إكسيليا - ألفين
- تيلز أوف إكسيليا 2 - ألفين
- سنغوكو باسارا: ساموراي هيروز - كيجي مايدا
- بروفسور لايتون آند ذا ديابوليكل بوكس - أنتون هيرزين
- سلسلة ألعاب ستريت فايتر
  - ستريت فايتر IV - في-لونغ
  - سوبر ستريت فايتر IV - في-لونغ
  - سوبر ستريت فايتر IV آركيد إديشن - في-لونغ
  - ألترا ستريت فايتر IV - في-لونغ
- ريزدنت إيفل 6 - ليون إس كينيدي
- بيرسونا 4 أرينا ألتيماكس - كانجي تاتسومي
- بيرسونا 5 - يوسكي كيتاغاوا
- بيرسونا 5 دانسينغ إن ستارلايت - يوسكي كيتاغاوا
- دانغانرونبا أناذر إيبيسود: ألترا ديسبير غيرلز - هايجي توا
- فاير إمبلم أويكينينغ - كروم
- أوفرواتش - ماكري
- مايتي نمبر.9 - بايروجين
- غيلتي جير Xrd - زاتو-1
- سكالغيرلز - زين مكدوغال
- سوبر سماش برذرز ألتميت - كروم

## وصلات خارجية
- ماثيو ميرسر على موقع IMDb (الإنجليزية)
- ماثيو ميرسر على موقع ميوزك برينز (الإنجليزية)
- ماثيو ميرسر على موقع ديسكوغز (الإنجليزية)
- ماثيو ميرسر على موقع قاعدة بيانات الفيلم (الإنجليزية)
- ماثيو ميرسر على موقع ANN person (الإنجليزية)